# کیدایو (پنسیلوانیا)
کیدایو (به انگلیسی: Khedive) یک منطقهٔ مسکونی در ایالات متحده آمریکا است که در شهرستان گرین، پنسیلوانیا واقع شده‌است. کیدایو ۳۱۰٫۹ متر بالاتر از سطح دریا واقع شده‌است.